# Phenacoccus emansor
Phenacoccus emansor är en insektsart som beskrevs av Williams och Kozarzhevskaya 1988. Phenacoccus emansor ingår i släktet Phenacoccus och familjen ullsköldlöss. Inga underarter finns listade i Catalogue of Life.